# اینگولدینگن
اینگولدینگن (به آلمانی: Ingoldingen) یک شهر در آلمان است که در Biberach واقع شده‌است. اینگولدینگن ۲٬۶۳۳ نفر جمعیت دارد.